# 阿尔托河畔维维耶
阿尔托河畔维维耶（法語：Viviers-sur-Artaut，法語發音：[vivje syʁ aʁto]）是法国奥布省的一个市镇，属于特鲁瓦区。

## 地理
阿尔托河畔维维耶（48°5'44"N, 4°29'49"E）面积6.04 平方千米，位于法国大東部大區奥布省，该省份为法国中北部省份，北起马恩省，西接塞纳-马恩省，西南至约讷省，东南至科多尔省，东临上马恩省。
与阿尔托河畔维维耶接壤的市镇（或旧市镇、城区）包括：贝尔蒂尼奥勒、沙瑟奈、谢尔韦、朗德勒维尔、乌尔斯河畔洛什、阿尔斯河畔维尔。

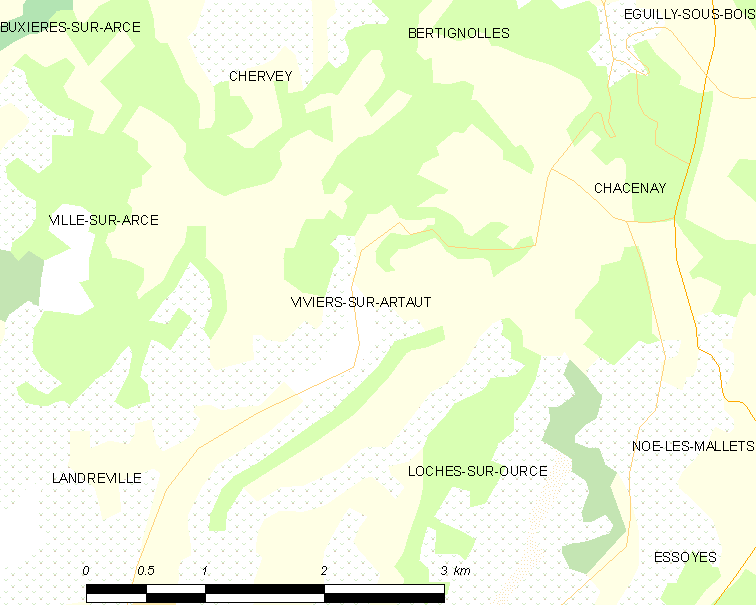
阿尔托河畔维维耶的OSM定位图

阿尔托河畔维维耶的时区为UTC+01:00、UTC+02:00（夏令时）。

## 行政
阿尔托河畔维维耶的邮政编码为10110，INSEE市镇编码为10439。

## 政治
阿尔托河畔维维耶所属的省级选区为塞纳河畔巴尔县。

## 人口

1962-2008年间阿尔托河畔维维耶人口变化图示

阿尔托河畔维维耶于2022年1月1日时的人口数量为120人。